# Puente Dona Ana
El Puente Dona Ana (en portugués: Ponte Dona Ana) se extiende por la parte baja del río Zambezi entre los municipios de Vila de Sena y Mutarara en Mozambique, uniendo efectivamente las dos mitades del país. Construido por los portugueses en 1934 durante la etapa colonial de Mozambique, fue volado por los combatientes de la RENAMO durante la guerra civil de ese país.
Fue construido originalmente como un puente de ferrocarril para unir las minas de carbón Moatize y Malawi con el puerto de Beira. Después de la guerra civil, se convirtió en un puente de carretera con la ayuda de la USAID. Se reconvierte en un puente ferroviario en 2009.